# Liste von Automuseen in Frankreich

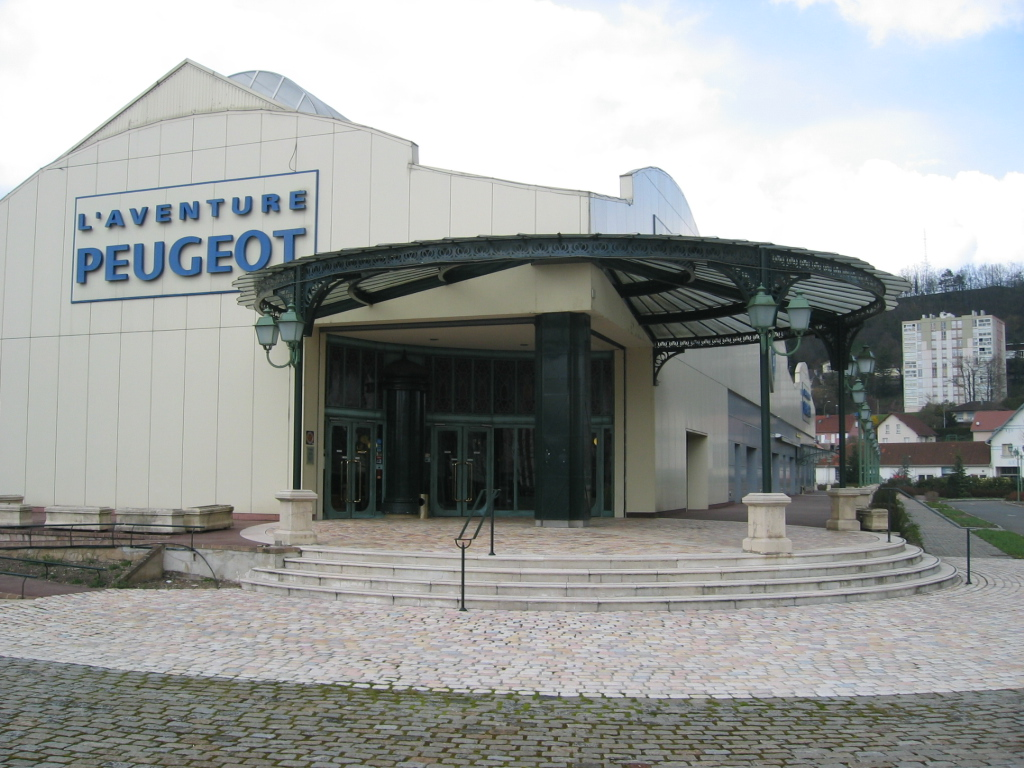
Peugeot-Museum in Sochaux

Die Automuseen in Frankreich sind üblicherweise ganzjährig geöffnet. Darunter befinden sich große öffentliche Museen mit festen Öffnungszeiten ebenso wie kleine Privatsammlungen, die teilweise nur nach Vereinbarung geöffnet sind.

## Tabellarische Übersicht aktueller Museen
Die Tabelle ist absteigend nach der Anzahl der ausgestellten Personenkraftwagen sortiert, und bei gleicher Anzahl alphabetisch aufsteigend nach Ort. In der Spalte Stand ist das Jahr angegeben, auf das sich die Angaben Anzahl ausgestellter Pkw und Besondere Pkw beziehen. Die Auflistung in der Spalte Besondere Pkw erfolgt alphabetisch.
| Name des Museums                                                   | Ort                       | Beschreibung                                                                                                   | Anzahl ausgestellter Pkw | Stand | Besondere Pkw |
| ------------------------------------------------------------------ | ------------------------- | --- | ------------------------ | ----- | --- |
| Musée National de l’Automobile – Collection Schlumpf               | Mülhausen                 | Autos, Schwerpunkt Bugatti                                                                                     | 402                      | 2011  | Bardon 5 CV 1899, Barré Vis-à-Vis, Baudier 3 HP 1900, BNC 527 GS 1926, Bugatti 101, 13, 251, 30, 32, 35, 37, 38, 40, 41, 43, 44, 46, 49, 50, 51, 55, 57, 64 und 73, Darracq C 1901, Esculape 1898, Farman A 6 B 1923, Fouillaron 1906, Hurtu Dos-à-Dos 1897, Jacquot Dampfwagen 1878, MAF Typ F 5/14 PS 1914, Maurer-Union 1900, Monet et Goyon VM Voiturette 1925, O.M. 665, Philos A 4 M 1914, Pic-Pic 18 HP 1911, Pilain 4 D 1910, Rochet-Schneider 12 CV 1911, Sage 24 CV 1906, Salmson VAL 3 1928, Sénéchal SS 1925, Sizaire-Naudin 12 CV 1908, Soncin Quadricycle 1901 und Violet-Bogey A 1913 |
| Manoir de l'Automobile                                             | Lohéac                    | Autos, Schwerpunkt Sport- und Rennwagen                                                                        | 315                      | 2024  | Alpine A106 1957, Ariès CC 1923, Autobleu 4 CV 1955, Benjamin CC 1924, Brissonneau 4 CV 1957, CG 1200 S 1972, Darmont-Morgan 1929, Facel Vega Excellence 1961, mehrere Hommell, Lafayette LF 1922, Marathon Corsair 1953, Mini Comtesse, Poncin 1985, René Bonnet Missile 1961, Sabra 1963, Salmson VAL 3 1927, Talbot Ex. P 13 1959, Tracta D 2 Coach Duval 1933, Vélam 1957, Véloto und Venturi 260 1960 |
| Musée Automobile Reims Champagne                                   | Reims                     | Autos und Motorräder                                                                                           | 157                      | 2022  | Amilcar Pégase 1935, Baumann Coupé 1985, Berliet D 68 VITS 1928, Bobby-Alba R 1919, Chaigneau-Brasier 9 CV 1927, CIME A 2 1929, Corre-La Licorne HO 2 1930, Delage Type D.6.11, DFP 1908, Hotchkiss-Grégoire 1952, Le Zèbre 1909, Ligier JS 2 1974, Matra Diebold 530 1969, Michel Irat CB 2 1930, Mini Comtesse Super Comtesse 1979, Mochet CM 125 Y 1958, Panhard & Levassor Dynamic 1936, Rosengart LR 4, S.C.A.R. 16 HP 1908, Sima-Violet 1925, Suère D 1925 und Willys-Knight |
| Musée de l'Aventure Peugeot                                        | Sochaux                   | Werksmuseum von Peugeot                                                                                        | 142                      | 2023  | CD Le Mans, Lion-Peugeot VA, VC 2 und V 4 C 3, Peugeot Typ 3, Typ 4, Typ 5, Typ 8, Typ 10, Typ 15, Typ 16, Typ 26, Typ 33, Typ 36, Typ 56, Typ 69, Typ 81, Typ 91, Typ 116, Typ 125, Typ 127, Typ 135, Typ 139, Typ 153, Typ 156, Typ 159, Typ 161, Typ 163, Typ 172, Typ 174, Typ 175, Typ 176, Typ 177, Typ 181, Typ 183, Typ 184, Typ 190, 201, 202, 203, 301, 302, 402, 403, 601, VLV Elektrowagen und Prototypen |
| Musée du patrimoine agricole et automobile de Salviac              | Salviac                   | Autos und Traktoren                                                                                            | 138                      | 2024  | Autobianchi A112, Chenard & Walcker Aigle 22, Citroën 2 CV, Ami 6, B 2, B 14, C 4, Dyane, Méhari und Typ A und Typ C, DAF 44, Dodge 116, Donnet-Zedel G 2, Erskine, Hotchkiss 411, Ligier, Microcar, Panhard Dyna X und PL 17, Peugeot 201, 202, 203, 301, 304, 402, 403, Typ 163 und Typ 190, Poirier, Renault Celtaquatre, Dauphine, Frégate, Monasix, Type NN und Vivaquatre, Rosengart LR 4 N 2, Simca 8, Teilhol Citadine, Unic L 6 und Willam A 3 |
| Musée Automobile de Vendée                                         | Talmont-Saint-Hilaire     | Autos und Motorräder                                                                                           | 130                      | 2024  | Ariès Type O 1913, Arista Spyder 1954, Arola, Barré AB 2 1912, Berliet VB, Bignan 3 Litre 132 C 1919, BNC Monza 1929, Brasier 1912, Brissonneau 1956, Darracq B 11 1912, Decauville 1898, Delaugère & Clayette V 1926, Donnet-Zedel C 16 1925, Hugot 1898, Lion-Peugeot V 2 C 2 1910 und Lion-Peugeot VA, Monotrace Einspurauto 1926, Motobloc Type N 1908, Parisienne Victoria Combination 1899–1900, Peugeot Typ 16 1898, Rolland-Pilain RP 1923, Rovin D 3 1950, Vélam Isetta 1959 und Voisin C 4 1924 |
| Musée Automobile de l'Aunis                                        | Le Thou                   | Autos, Schwerpunkt vor 1945                                                                                    | 122                      | 2024  | Addax, Amilcar Compound, Pegase, Type C und Type CC, Berliet 944 und AM, Brush, CGE Tudor, Chenard & Walcker Y 6, Citroën C 4, C6, Typ B 2, Typ B 12, Typ B 14 und Typ C, Corre-La Licorne MV 2, De Dion-Bouton Type IM, Delage Type DR.70 und Type DS, Delahaye Type 87 und Type 134, Donnet CI 7, Facel Vega Facellia, Ford Modell A von Ford France, Georges Irat Sport MM, Hotchkiss et Cie 20.50, 680, AH, AM und AM 80, Hurtu, La Licorne 311, 316 und 419, Lancia Belna, Le Zèbre C, Leyat Helica, Matford F 92 A, SA Mathis P und TY, Motobloc Type S 2, Panhard & Levassor CS, Panhard Dyna Z, Peugeot 201, 202, 203, 301, 402, Typ 153, Typ 172 und Typ 177, Philos A 4 M, Poirier, Renault Celtaquatre, Juvaquatre, Type AG, Type DM, Type NN und Vivasport, Rosengart LR 2 und LR 62, Salmson S 4-61, Simca 5, 8 und Aronde, Simca-Fiat 6 CV, Talbot K 74, Talbot-Lago Record T 26, Unic L 1 NT, Vermorel ZX und Vinot & Deguingand A 04 |
| Musée de la 2 CV                                                   | Troisfontaines            | Autos, Schwerpunkt Citroën                                                                                     | 104                      | 2022  | Baby-Brousse, Citroën Acadiane, 2 CV, Ami 6, Ami 8, Dyane, H, LN, Méhari und Visa, Citroën Citroneta aus Chile 1962, Lohr, Poncin 1981, Renault Rodéo 1973, Teilhol Tangara 1987 und UMAP 1956 |
| Musée Henri Malartre                                               | Rochetaillée-sur-Saône    | Autos | 96                       | 2023  | Audibert-Lavirotte 1898, Bédélia Cyclecar 1913, Berliet C2 1908, Brasier Type VL, Bugatti Type 49, Clément-Bayard 4 M 3 B, Cognet de Seynes Type B, Corre Tonneau 1904, Cottereau 5 CV 1899, Cottin-Desgouttes TSS, Darmont 1923, De-Dion-Bouton-Motordreirad, Type D Coupé 1900 und Type Q, Decauville 5 CV 1899, Delahaye Type 148, Delaunay-Belleville P 4 B, Hispano-Suiza K 6, Hugot 1897, Inter Kabinenroller, Jean Gras A 1925, La Buire 8 CV 1905, Laspougeas 1896, Léon Bollée G 1 1911 und Voiturette, Lorraine-Dietrich B.3.6, Luc Court 8 CV 1901 und H 4 S 2 1928, Marcadier Barzoi, Marsonetto, Mildé et Mondos Elektrowagen 1900, Mochet Velocar, Monotrace, Noël Bénet 1900, Panhard & Levassor Dynamic, M 2 F und Type B, Perfecta, Pilain 4-0 1912, Rochet Frères 1898, Rochet-Schneider 1895, 1898, 1909, 1909 und 1923, Rolland-Pilain 1923, Scotte Dampfwagen 1892, Secrétand Dampfwagen 1890, Sizaire-Berwick SD 1927, Sizaire-Naudin F 1 1908, Stéla RCA Elektrowagen 1941, Teste et Moret La Mouche 1902, Th. Schneider 10 HP 1926, Thieulin 1908, Unic U 6 1938, Voisin C 24 Carene 1934 und Wimille Prototyp 1948 |
| Espace Automobiles Matra                                           | Romorantin-Lanthenay      | Autos, Schwerpunkt Matra, und Rennwagen                                                                        | 83                       | 2024  | CG CGMC 1970, Matra Djet und M 530, Matra-Simca Bagheera, Renault Zoom 1992 und René Bonnet Djet 1963 |
| Musée Automobile de la Sarthe                                      | Le Mans                   | Autos, Schwerpunkt Sport- und Rennwagen                                                                        | 76                       | 2024  | Alpine A 110 und M 63, Amédée Bollée D 1899, Chenard & Walcker U 3, De-Dion-Bouton-Dampfwagen 1885, Lagonda Rapide, Léon Bollée G 1 1912, Lorraine-Dietrich B.6, Salmson 1928, Tracta 1927 und Vinot & Deguingand 1923 |
| Auto Sport Museum                                                  | Châtillon-Coligny         | Autos | 73                       | 2022  | Alpine A 310, Autobianchi Bianchina, Berkeley T60, Corvette C1, Corvette C3, Corvette C4, Falcon, Fiat Argenta, Hommell Barchette und Berlinette, Honda NSX, Marcos 3 Litre, Matra-Simca Bagheera, NSU Ro 80, Panther Kallista, Pilgrim und Toyota Celica |
| Musée de l'automobile de Lorraine                                  | Velaine-en-Haye           | Autos und Motorräder                                                                                           | 68                       | 2022  | Chandler 1923, De Dion-Bouton Type IW 1926, Delage Type AE 1910, Hotchkiss Anjou, Lagonda 3 Litre 1953, Mochet CM 125 Y, Renault Colorale, Reo Flying Cloud Six 1935, Rosengart LR 4 N 2 und Tomcar |
| CAAPY (Collection de l'Aventure Automobile à Poissy)               | Carrières-sous-Poissy     | Autos, Schwerpunkt Simca                                                                                       | 61                       | 2009  | CG 1200 S, Chrysler 180 1974, Chrysler-Simca 1309 1979, Dodge Omni 1979, Ford Vedette 1953, Simca 1000, 1100, 1300, 5, 8, Ariane, Aronde, Vedette und Prototyp 936 1960, Talbot 1100, DC, Horizon, Samba, Solara und Tagora und Talbot-Lago America und Record T 26 |
| Musée de Véhicules Anciens                                         | Perrigny                  | Autos, Nutzfahrzeuge und Motorräder                                                                            | 61                       | 2023  | Berliet VI, Chenard & Walcker Y 6 M, Delage Type DI, Delahaye Type 148, Hotchkiss 686, Léon Bollée G 3, Mochet CMY und Velocar H, Morris-Léon Bollée 12 CV, Panhard & Levassor CS, Renault Monaquatre, Type IG, Type KJ und Type NN, Rochet-Schneider 10200, Rosengart LR 4, Salmson S 4-61 und Unic L 1 T 4. |
| Musée de l'Automobile de Valençay                                  | Valençay                  | Autos | 59                       | 2024  | Amilcar Type CGSS 1929, Bédélia BD 2 A 1914, Clément-Bayard AC 21 1906, Corre-La Licorne E 04 1932, Delaunay-Belleville HH 6 1908, Ford Comète 1953, Hotchkiss 864 1949, Le Zèbre C 1912 und Suère D 1928 |
| Musée Auto Moto Vélo                                               | Châtellerault             | Autos und Motorräder                                                                                           | 54                       | 2024  | Amilcar Type CGS 1925, Brouhot 1906, Bugatti Typ 35, Darmont Spécial 1929, Delage Type DE, Delahaye Type 1 1896, Ford Comète, Lion-Peugeot 1913, Talbot M 67 1928, Teilhol Citadine 1972 und Voiture Électronique 1972 |
| Musée des Citroën                                                  | Castellane                | Autos der Marke Citroën                                                                                        | 51                       | 2009  | Citroën 2CV, Ami 6, Ami 8, CX, DS und ID, Dyane und Acadiane, GS, HY, M 35, Méhari, SM und Traction Avant |
| Musée de la Commanderie                                            | Viâpres-le-Petit          | Autos und Motorräder                                                                                           | 50                       | 2022  | Amilcar Type CGS 1927, Amphicar 770, Bignan Cyclecar 1920, Delahaye Type 135 MS 1938, Hotchkiss AM 2 1927 und Millot Vis-à-Vis 1900 |
| Musée de l'Art Populaire Chez Manuel                               | Poitiers                  | Autos und Motorräder                                                                                           | 46                       | 2024  | Citroën Typ B 2, KVS, Mini Comtesse, mehrere Mochet, Monet et Goyon Automouche 1932, Peugeot Typ 172, Renault Monasix und Vivaquatre, Rolux, Simca 5 1936, Vélam und Vespa 400 |
| Simca Passion                                                      | Bonnétable                | Autos, Schwerpunkt Simca, Besichtigung nur nach Vereinbarung                                                   | 43                       | 2024  | Chrysler 2 Litre, Citroën Acadiane, BX, CX und XM, Matra-Simca Bagheera, Peugeot 309 und 604, Plymouth Valiant, Simca 8, 1000, 1100, 1301, 1307, 1500 und Aronde, Talbot 1510, Horizon, Solara und Tagora und Talbot-Matra Rancho |
| Château de Vernon                                                  | Vernon                    | Schloss mit Autosammlung                                                                                       | 39                       | 2011  | Aston Martin DBS 1971, Daimler Conquest Century 1956, Delahaye Type 87 1921, Facel Vega HK 500 1959, Jaguar Mark IX 1959, Maserati Sebring 1963 und SS Jaguar 1940 |
| Musée Rétromécanique du Pays-Fort                                  | Vailly-sur-Sauldre        | Autos | 39                       | 2022  | Brouhot, Delahaye Type 148, Facel Vega Excellence, Ford Vedette, Hotchkiss Anjou, Hotchkiss-Grégoire, Rosengart LR 4 SA Ariette, Rovin D 4, Salmson G 72 und Vespa 400 |
| Musée Automobile Bellenavois                                       | Bellenaves                | Autos | 38                       | 2024  | Citroën Typ C, Mini Comtesse, Mochet CM, NSU-Fiat Neckar, Renault Frégate, Type NN und Vivaquatre und Salmson S-4 |
| La virée d’Antan                                                   | Brassac-les-Mines         | Autos | 37                       | 2024  | Alba Type R, Amilcar Type CGS, Lion-Peugeot VC, Marcadier Barzoi, Peugeot 201, 203, Typ 190 und Typ 1583, Rosengart LR 4, LR 49 und LR 500, Salmson AL 3 und Simca Ariane |
| Le Conservatoire Berliet                                           | Le Montellier             | Sammlung der Fondation Berliet mit Autos und Nutzfahrzeugen, Schwerpunkt Berliet, Besuch nur nach Vereinbarung | 32                       | 2023  | Alco 60 CV, Berliet 944, A, AH, AI, AK, AM, C 1, C 2, D, H, Nr. 1, U, VB, VF, VIG, VIGB, VIHB, VIL, VILDX, VILF, VILPG, VILS, VIRP, Cottin & Desgouttes TA, Delahaye Type 104, Korn et Latil Avant-Train und TA |
| Musée du Château de Savigny                                        | Savigny-lès-Beaune        | Schloss mit verschiedenen Sammlungen, darunter Abarth-Sammlung                                                 | 30                       | 2023  | Fiat-Abarth 124, 595 SS, 850 TC, 1000 Bialbero, 1600 Roadster, Coupé OT 1300, Fiat 127 und 850 |
| Le Musée Olaf Delafon de l’automobile                              | Sauvigny-le-Bois          | Schloss mit Fahrzeugsammlung, darunter viele Scheunenfunde                                                     | 29                       | 2023  | Autobianchi Bianchina, Banham XJSS, Fiat 124 Sport, MG B, Peugeot 203, Plymouth Horizon, Rosengart LR 44, Sebring und Vauxhall Cresta |
| Musée de Sanxet                                                    | Pomport                   | Autos | 27                       | 2011  | AC Ace Bristol 1957, Casimir Ragot Spéciale Roadster 1929–1930, Clément-Bayard 1911, Cord L-29 1929, Jowett Jupiter 1951, Lincoln Continental 1947, Mini Comtesse und Salmson S 4-61 1950 |
| Musée Maurice Dufresne                                             | Marnay bei Azay-le-Rideau | Autos, Motorräder und landwirtschaftliche Geräte                                                               | 28                       | 2024  | Austin A 135 Princess 1947, Chenard & Walcker 1926, Georges Irat 1939, Le Zèbre 1912, Mochet 1948, Monet et Goyon, Peugeot VLV 1941, Poirier 1953, Rivenc Cyclecar 1928 und Véloto |
| Domaine de la Petite Couère                                        | Nyoiseau                  | Dorf von 1900 mit kleiner Autosammlung                                                                         | 25                       | 2024  | Chenard & Walcker 1934, Citroën C 4, Typ A und Typ B 14, Fiat 509, Poirier Monoto, Renault Novaquatre und Type NN, Simca 5, 8 und Aronde |
| Musée du Tacot                                                     | Aigues-Mortes             | Autos | 20                       | 2024  | Arola, Austin A35, Citroën DS, DAF 44, Mini-El, Peugeot 201, Poirier, Renault Fuego, Monaquatre, Type KJ und Type NN, Rosengart LR 4 N 2, Simca-Fiat 6 CV, Tomcar und Véloto |
| Musée national de la Voiture                                       | Compiègne                 | Technikmuseum mit bedeutender Kollektion von Kutschen und frühen Autos im Schloss Compiègne.                   | 19                       | 2011  | Amédée Bollée (père) La Mancelle Dampfwagen 1878, Amédée Bollée (fils) Vis-à-Vis 1896, Clément-Bayard AC 1904, De Dion-Bouton & Trepardoux Dampfwagen 1890, Delahaye Type 1, Georges Richard 1897, Gobron-Brillié 1898, La Jamais Contente Rekordwagen von Jenatzy 1899, Renault Type A, Type C und Type D, Reyrol Le Passe Partout 1907 und Sigma 4 M 1916 |
| Musée Rétro-Mobile Drouais                                         | Dreux                     | Autos und Motorräder                                                                                           | 18                       | 2011  | Berliet 944 1935, Citroën C 4, Delahaye Type 112 1930, Facel Vega HK 500 1960, Hurtu VAX 1910, La Licorne 164 LR 1948, Mini Comtesse 1975, Sidéa PL 8 CV 1913–1922 und Talbot M 67 1929 |
| Musée des arts et métiers                                          | Paris                     | Technikmuseum mit Autos                                                                                        | 14                       | 2011  | Amédée Bollée L'Obeissante Dampfwagen 1873, Cugnot Dampfwagen 1769, Hautier ca. 1900, Leyat Helica 1921 und Serpollet Dampfwagen 1898 |
| Musée Les Vieilles Soupapes                                        | Plougasnou                | Autos | 11                       | 2024  | Austin-Healey 3000, Citroën DS und Traction Avant, Corre-La Licorne H 02, De Dion-Bouton Type AV, Delage Type DI, Hotchkiss AM 2, Peugeot 301 und Renault Vivastella |
| Musée 1900                                                         | Arpaillargues             | Dorf von 1900 mit kleiner Autosammlung                                                                         | 9                        | 2024  | Citroën Typ C, De Dion-Bouton Type IT 1923, Delahaye Type 103 1937, Peugeot Typ 163, Renault Type KZ 1928, Type MT 19224 und Type X 1907 |
| Musée Montcalm                                                     | Montcalm                  | Autos | 9                        | 2009  | Citroën B 2 1920, Delage Type DE 1923, DPF 1908, MG PA 1935, Panhard Junior 1954 und Philos 6 CV 1913 |
| L’Aventure Michelin                                                | Clermont-Ferrand          | Werksmuseum von Michelin mit Reifen und einigen Autos                                                          | 7                        | 2023  | Citroën 2CV, DS, H, Traction Avant und Typ A, De-Dion-Bouton-Motordreirad 1900 und Michelin L’Éclair 1895 |
| Menetou-Salon                                                      | Menetou-Salon             | Schloss mit kleiner Autosammlung                                                                               | 7                        | 2011  | Citroën B 12 1925, Hispano-Suiza H 6 1923, Panhard & Levassor M4I 1899, Renault Vivaquatre 1933 und Turcat-Méry LH 1912 |
| Musée Rêve Auto Jeunesse                                           | Mosnac                    | einige Autos, viele Modellautos                                                                                | 7                        | 2011  | Amilcar Type CGSS 1926, Delage Type D.8 S 1930, Donnet-Zedel 1926, Georges Richard 1900, Le Zèbre 1912, Peugeot Typ 116 1909 und Salmson Lizenz GN 1921 |
| Château-Musée Meillant                                             | Meillant                  | Schloss mit kleiner Autosammlung                                                                               | 6                        | 2011  | Citroën 5 CV, Delahaye Type 135 M, Hotchkiss 686, Lancia Astura 1935 und Peugeot Typ 177 B |
| Palais des Bonbons du Nougat et des Souvenirs                      | Montélimar                | Museum für Bonbons und Nougat, kleine Autoausstellung                                                          | 6                        | 2024  | Renault 4, 4 CV, Break Dauphinoise und Dauphine und Simca Aronde |
| Musée des Sapeurs-Pompiers de France                               | Montville                 | einige Autos, mehr Feuerwehrfahrzeuge                                                                          | 5                        | 2011  | Citroën C 4 1932, Delahaye VLR, Hotchkiss M201 und Panhard & Levassor Type X25 |
| Station 70 Musée N 13                                              | Osmanville                | ein paar Autos, mehr Motorräder                                                                                | 5                        | 2024  | Peugeot 404, Poirier und Renault Break Dauphinoise |
| Musée Chapy                                                        | Boujan-sur-Libron         | Autos und Motorräder, Besichtigung nur nach Vereinbarung                                                       | 4                        | 2009  | Austin 7 HP 1929, Benjamin 1924 und Sovam 1100 1968 |
| Musée du Charronnage au car                                        | Vanosc                    | Busmuseum mit einigen Autos                                                                                    | 4                        | 2023  | Citroën 2CV, Rolland-Pilain R 1929, Sofravel Coccinelle 1947–1948 und Voisin C 7 |
| Musée La Rue du Temps qui Passe                                    | Allas-les-Mines           | Autos und Motorräder                                                                                           | 3                        | 2024  | Citroën Typ C, Fiat 509 und Mathis QM |
| Collection de Motocyclette Monet & Goyon                           | Melle                     | einige Autos, mehr Motorräder von Monet & Goyon                                                                | 3                        | 2009  | Monet et Goyon Automouche GZ 1925, V 2 1921 und Cyclecarette VM 2 1925 |
| Musée de la Chartreuse et Fondation Bugatti                        | Molsheim                  | Archäologie, Kunst, Geschichte, ein paar Autos von Bugatti                                                     | 3                        | 2023  | Bugatti Type 13, Type 35 und Type 57 |
| Collection Joël Roure                                              | Puisserguier              | einige Autos, mehr Motorräder, Besichtigung nur nach Vereinbarung                                              | 3                        | 2009  | Citroën 5 CV 1923, Ford Modell T 1914 und Triumph Spitfire 1973 |
| L'Estanco, Musée Auto-Moto                                         | Serres                    | Autos und Motorräder                                                                                           | 3                        | 2009  | Amilcar Type CGSS 1926, Citroën C 4 1930 und Mochet CM 1949 |
| Musée des Confluences                                              | Lyon                      | Museum der Naturwissenschaften mit einem Auto                                                                  | 1                        | 2023  | Berliet C2 |
| Musée du Circuit du Comminges                                      | Saint-Gaudens             | Rennstrecken-Museum mit einem Auto                                                                             | 1                        | 2024  | Amilcar Type CGSS |
| Musée Club Auvergnat des Anciens Véhicules Populaires et Sportives | La Monnerie-le-Montel     | Autos |                          |       | |
| Musée Henri Barré                                                  | Thouars                   | Kunstmuseum mit einem Auto                                                                                     |                          |       | |

## Ehemalige Museen
Diese Tabelle umfasst Museen und museumsähnliche Sammlungen, die in der Vergangenheit alte Personenkraftwagen ausstellten. Die Tabelle ist alphabetisch nach Name sortiert. Einträge ohne Blaulink zum Museum bedürfen eines Belegs.
| Name des Museums                       | Ort                  | Beschreibung                                                                                   |
| -------------------------------------- | -------------------- | ---------------------------------------------------------------------------------------------- |
| Collection Ferrari Le Mas-du-Clos      | Saint-Avit-de-Tardes | 1978 eröffnet, Schwerpunkt Ferrari, aufgelöst in den 2010er Jahren nach dem Tod des Betreibers |
| Conservatoire de patrimoine de Citroën | Aulnay-sous-Bois     | Werkssammlung von Citroën mit über 200 Fahrzeugen, am 30. Juni 2024 geschlossen                |
| Musée Automobile de Provence           | Orgon                | 1967 eröffnet, stellte rund 50 Autos aus, 2023 aufgelöst                                       |
| Musée Mémoire de la Nationale 7        | Piolenc              | 2003 eröffnet, 2021 aufgelöst, zeigte die Geschichte der Route nationale 7 mit einigen Autos   |
| Musée Simca Yonnais                    | La Roche-sur-Yon     | 18 Autos, Schwerpunkt Simca, 2016 aufgelöst                                                    |